# نداكا أنيانوو
نداكا أنيانوو (بالإنجليزية: Nduka Anyanwu)‏ هو لاعب كرة قدم نيجيري في مركز الدفاع، ولد في 15 أبريل 1980 في كلباء في الإمارات العربية المتحدة، وتوفي في 12 سبتمبر 2010. لعب مع دارمشتات 98 ودينامو درسدن وكيمنتزر.